# Brian Holland
Brian Holland (født 15. februar 1941 i Detroit, Michigan) er en amerikansk sangskriver og musikproducer, der er bedst kendt for sin deltagelse i sanskriver- og producerteamet Holland-Dozier-Holland, der fik en væsentlig betydning for udviklingen af den særlige Motown sound gennem teamets arbejde med artister såsom Martha and the Vandellas, The Supremes, The Four Tops, and The Isley Brothers. Brian Holland var sammen med Lamont Dozier teamets musikalske arrangør og producer. Brian Hollands storebror, Eddie Holland, var det tredje medlem af teamet. 
I en kort periode arbejdede Brian Holland sammen med Robert Bateman, under navnet "Brianbert", hvor parret samarbejdede sangskrivning og produktion, herunder hittet "Please Mr. Postman" for the The Marvelettes.
Brian Holland har endvidere selv optrådt som udøvende kunstner. Han udgav en solosingle i 1958 under navnet "Briant Holland". Han var sammen med vennen Freddie Gorman i gruppen The Fidalatones, der dog havde en kort karriere. Senere (1960–62) var han medlem af Motown-gruppen The Satintones og af The Rayber Voices, der var backup på mange tidlige Motown indspilninger. Han slog sig sammen med Lamont Dozier under navnet "Holland-Dozier", der udsendte en enkelt single for Motown in 1963, og var herefter inaktiv i en årrække, indtil han i midten af 1970'erne fik en række mindre R&B hits.
Brian Holland er optaget i Songwriters Hall of Fame

## Eksterne links
- Brian Hollands biografi på Songwriters Hall of Fame
- Biografi på allmusic.com